# هالتاون (ویرجینیای غربی)
هالتاون (به انگلیسی: Halltown) یک منطقهٔ مسکونی در ایالات متحده آمریکا است که در شهرستان جفرسون، ویرجینیای غربی واقع شده‌است.